# Kinga Siwa
Kinga Siwa est une boxeuse polonaise née le 29 juillet 1984.

## Carrière
Évoluant dans la catégorie poids super-légers, sa carrière de boxeuse amateur est principalement marquée par trois médailles de bronze européennes remportées à Varsovie en 2006, à Bucarest en 2014 et à Sofia en 2016.

## Palmarès

### Championnats d'Europe de boxe
- Médaille de bronze en -63 kg en 2006 à Varsovie, Pologne.
- Médaille de bronze en -63 kg en 2014 à Bucarest, Roumanie.
- Médaille de bronze en -63 kg en 2016 à Sofia, Bulgarie.